# 内嶋善兵衛
内嶋 善兵衛（うちじま ぜんべえい、1929年(昭和4年)8月27日 - ）は、日本の農業気象学者。農学博士（九州大学・論文博士・1961年）。お茶の水女子大学名誉教授。

## 略歴
長崎県島原市生まれ。1950年宮崎農林専門学校（現・宮崎大学）農科卒業、農林省農業技術研究所に入る。1961年「水田用水ならびに水田水の熱状態に関する研究」で九州大学より農学博士の学位を取得。1962 - 1963年コーネル大学に学ぶ。九州農業試験場、農業環境技術研究所研究員、1983年同気象管理課長、1987年お茶の水女子大学教授、名誉教授、宮崎公立大学人文学部教授、学部長、学長。1965年日本農業気象学会賞、1986年農林水産省研究功績賞受賞。

## 著書
- 『四季の農業気象台』農林統計協会、1990
- 『ゆらぐ地球環境 地球・生物・ヒトの持続的共生をめざして』合同出版、1991
- 『地球温暖化とその影響 生態系・農業・人間社会』裳華房 ポピュラーサイエンス、1996
- 『農業と気象 地球温暖化のなかで』鉱脈社、2000
- 『<新>地球温暖化とその影響 生命の星と人類の明日のために』裳華房 ポピュラー・サイエンス、2005
- 『食糧・農業・地球環境 研究六十年主要論考集』鉱脈社、2012

### 共編著
- 『大気環境の科学 5 大気環境の変化と植物』門司正三共編 東京大学出版会、1979
- 『現代の気象テクノロジー 4 農林・水産と気象 気象の利用と改良』編 朝倉書店、1982
- 『宇宙から見た世界の農業 農業・食糧の現在と未来を考える』飯坂譲二共編著 共立出版 シリーズ・宇宙から地球を科学する、1983
- 『日本における自然植生の純一次生産力の分布』清野豁共著 農業環境技術研究所、1985
- 『世界における自然植生の純一次生産力の分布 バイオマス変換計画』清野豁共編 農業環境技術研究所、1987
- 『太陽エネルギーの分布と測定』柴田和雄共編 学会出版センター 日本分光学会測定法シリーズ、1987
- 『地球環境の危機 研究の現状と課題』編 岩波書店、1990
- 『日本の自然 地域編 7 九州』勘米良亀齢、田川日出夫共編 岩波書店、1995
- 『宮崎の四季と気象 地域環境科学へのいざない』岩倉尚哉、平木永二、竹前彬共著 鉱脈社 みやざき文庫、2003

### 翻訳
- エム・イ・ブドウィコ『地表面の熱収支』河川水温調査会、1959
- エム・イ・ベリヤンド, ペ・ケ・クラシーコフ『凍霜害 その予防と防除の実際』畑地農業研究会、1966
- ニチポロヴィチ編著『光合成と多収穫』岩切敏共訳 畑地農業振興会、1967
- ア・イ・シュルギン『太陽光と植物』東京大学出版会、1970
- エム・イ・ブディコ『気候と生命』岩切敏共訳 東京大学出版会、1973
- ブディコ『気候の変化』岩切敏共訳 イリゲーションクラブ、1976
- A.S.Monin, Yu.A.Shishkov『気候の歴史』共立出版、1982
- エム・イ・ブディコ『気候と環境 過去・未来』古今書院、1983
- ダニエル・ヒレル『土壌物理学概論 土と水の科学』高見晋一共訳 養賢堂、1984
- ブディコ『生物圏の進化 地球上の生物と気候の歴史と未来』農林水産省農林水産技術会議事務局研究開発課 バイオマス関連文献翻訳シリーズ、1987
- M.I.ブディコ ほか『エアロゾルによる地球的な気候破局 大噴火・天体落下・核戦争』学会出版センター、1988
- D.ピメンテル、C.W.ホール編『グリーンの地球クリーンな資源 新時代の食糧生産システム』田中洋介、宇田川武俊共監訳 農林統計協会、1988
- ブディコ ほか『地球大気の歴史 その進化と未来を探る』朝倉書店、1989
- M.パリー『気候変化と食糧生産』農林統計協会、1991
- I.J.Jackson『熱帯を知る/21世紀の地球環境 気候変動と食糧生産』監訳 丸善、1991
- F.I.ウッドワード『植生分布と環境変化』古今書院、1993
- ダニエル・ヒレル『環境土壌物理学 耕地生産力の向上と地球環境の保全』全3巻 岩田進午共監訳 農林統計協会、2001
- ミハイル・イ・ブディコ『地表面の熱収支』成山堂書店、2010